# Білокриниччя
Білокрини́ччя — село в Україні, у Судилківській сільській територіальній громаді Шепетівського району Хмельницької області.
Населення села становить 571 особи (2023).

## Географія
Білокриниччя розташоване у верхів'ї однієї з лівих приток річки Цвітоха. З'єднане з центром сільради асфальтованою дорогою.

## Назва
Біла криниця з білою вапняковою водою, яка існує до цього часу і знаходиться в садку біля ставка. З неї б’є сильно джерело, через те криницю забили камінням, з цієї криниці зараз води ніхто не бере. За розповідями старих людей, якщо відкрити джерело, то вона може затопити все село.
Село БІЛОКРИНИЧЧЯ належало  до Заславський повіту, Суділівської волості, 27 км. від Заслава. В селі було 90 дворів. Михайлівська церква з 1856 р. на місці старої з 16-17 ст. У церкві переховувались церковні стародруки з 17-18 ст., школа церковно-приходська від 1886 р., цегельня. Настоятелем церкви від 1840 р. до 1888 р. був священник Федір Жадановський, людина дуже поступова, пам'ять про якого довгі роки заховувалась серед місцевих селян. Дворів 90. Велика земельна власність належала до поміщика Ясінського.

## Символіка
Затверджена 22 грудня 2021р. рішенням №9 XVI сесії сільської ради VIII скликання. Автори - В.М.Напиткін, А.В.Кучер. Герб є напівпромовистим.

### Герб
У зеленому щиті на одній лапі стоїть срібний лелека з чорним оперенням, який тримає в дзьобі срібний ланцюг з срібним відром. Щит вписаний в золотий декоративний картуш і увінчаний золотою сільською короною. Внизу картуша напис "БІЛОКРИНИЧЧЯ". Герб означає назву села, оскільки лелека з відром стилізовано символізують традиційну криницю - "журавель".

### Прапор
На зеленому квадратному полотнищі на одній лапі стоїть білий лелека з чорним оперенням, який тримає в дзьобі білий ланцюг з срібним відром.

## Історія
У 1906 році село Судилківської волості Ізяславського повіту Волинської губернії. Відстань від повітового міста 27 верст, від волості 4. Дворів 173, мешканців 863.

## Цікаві факти
1887 року в селі виявлено метеорит вагою 1900 г, який отримав від села назву «Білокриниччя».

## Персоналії
- Крепець Леонід Петрович (1984—2014) — солдат Збройних сил України, учасник російсько-української війни 2014—2015 років.